# Greben spašenih
Greben spašenih (eng. Hacksaw Ridge) je australsko-američki biografski ratni film iz 2016. godine prema istinitoj priči o Desmondu Dossu, redatelja Mela Gibsona. 
Scenaristi filma su Andrew Knight i Robert Schenkkan, a producenti su Terry Benedict, Paul Currie, Bruce Davey, William D. Johnson, Bill Mechanic, Brian Oliver, David Permut i Taylor Thompson. Glazbu je skladao Rupert Gregson-Williams.
Glumačku ekipu čine Andrew Garfield, Sam Worthington, Luke Bracey, Teresa Palmer, Hugo Weaving, Rachel Griffiths i Vince Vaughn. Svjetska premijera filma bila je 3. studenog 2016. u Australiji, gdje se film i snimao, dok se u Sjedinjenim Američkim Državama počeo prikazivati 4. studenog 2016. godine.
Budžet filma iznosio je 40 milijuna dolara, a zaradio je 180 milijuna dolara.

## Radnja
U proljeće 1945. godine američke vojne snage susrele su se s važnom i opasnom borbom na Pacifiku, u bitci za Okinawu. Jedan vojnik se posebno isticao. To je bio Desmond Doss (Andrew Garfield) koji je odbio nositi oružje i ubijati ljude i služio je vojsci kao nenaoružani vojni bolničar i tako spasio 75 života bez da je ispalio i jedan metak. Time je postao prvi Amerikanac koji je uz priziv savjesti zbog vojnih zasluga dobio najviše američko vojno odlikovanje Medalju časti. 
Film je antiratni s vrlo vjernim prikazom borbe, stradanja, patnje, koja se može usporediti s realnim prikazom rata u filmu Spašavanje vojnika Ryana. To je i film o čovjeku koji se čvrsto držao svojih vjerskih i ljudskih uvjerenja i ostao nepokolebljiv i u najtežim okolnostima živeći za svoje ideale. Film ima i romantičnu priču upoznavanja Desmonda i njegove djevojke, kasnije supruge, Dorothy. Ponajviše je film o herojstvu i nevjerojatnoj hrabrosti izlaganja svoga života ratnim pogibeljima, kako bi se spasili tuđi životi. Desmond Doss učinio je puno više nego što je trebao kao vojni bolničar i nego što mu je bila dužnost.

## Uloge
- Andrew Garfield kao Desmond T. Doss
- Vince Vaughn kao narednik Howell
- Sam Worthington kao kapetan Glover
- Luke Bracey kao Smitty
- Teresa Palmer kao Dorothy Schutte Doss
- Hugo Weaving kao Tom Doss
- Rachel Griffiths kao Bertha Doss
- Nathaniel Buzolic kao Harold "Hal" Doss